# جيم كونور
جيم كونور (بالإنجليزية: Jim Connor) هو لاعب كرة قاعدة أمريكي، ولد في 11 مايو 1863 في بورت جيرفيس في الولايات المتحدة، وتوفي في 3 سبتمبر 1950 في بروفيدنس في الولايات المتحدة.

## وصلات خارجية
- جيم كونور على موقع دوري كرة القاعدة الرئيسي (الإنجليزية)
- جيم كونور على موقعبيزبول رفرنس.كوم (الدوري الرئيسي) (الإنجليزية)
- جيم كونور على موقعبيزبول رفرنس.كوم (الدوري الثانوي) (الإنجليزية)